# Baldo Bartolini
Baldo Bartolini, noto anche come Baldo Novello e latinizzato come Baldus de Bartholinis (Perugia, 1409 – Perugia, 23 settembre 1490), è stato un giurista italiano del XV secolo. Fu anche avvocato fiscale e avvocato concistoriale.

## Biografia

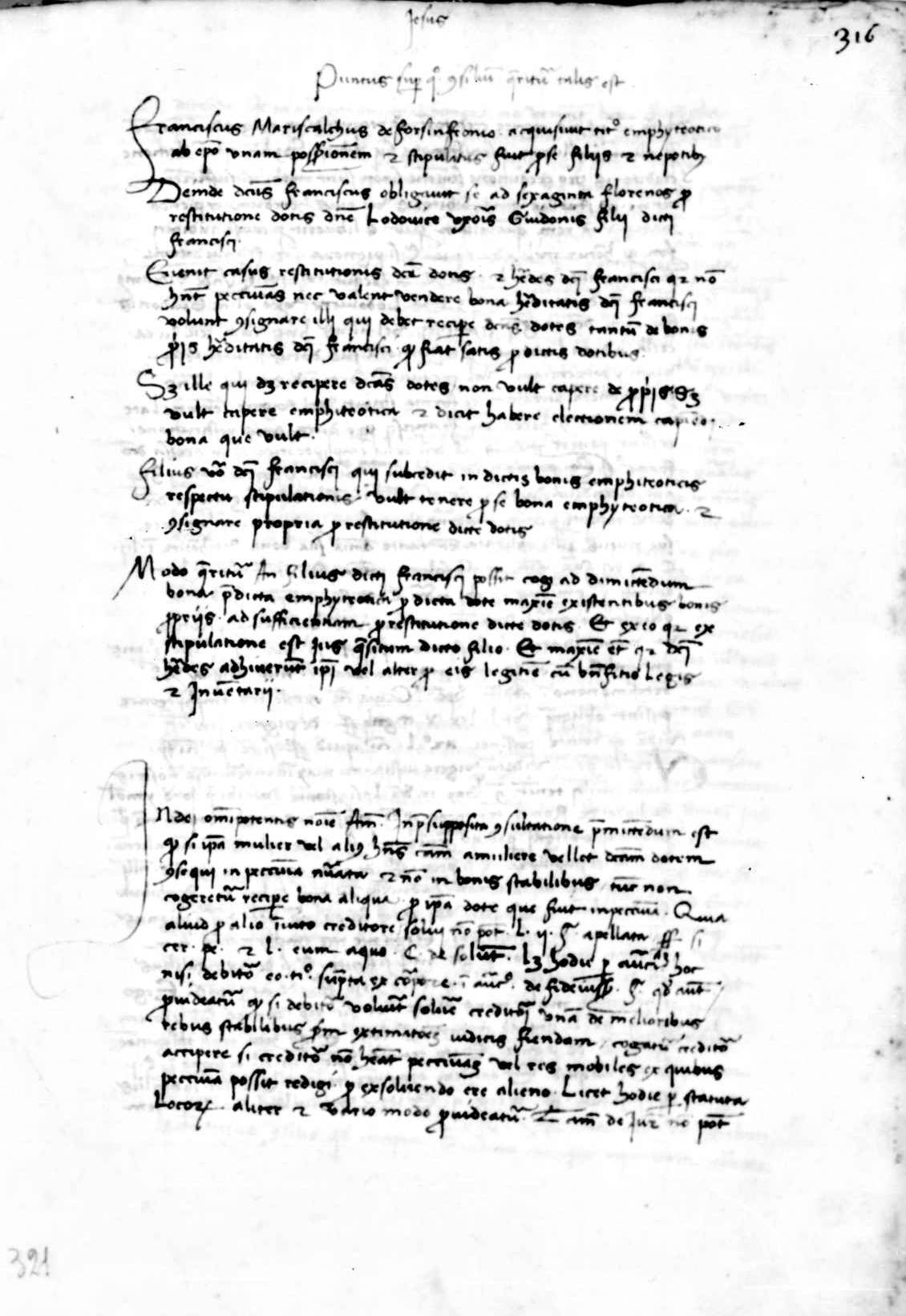
Consilium, manoscritto, XV secolo.

Nacque nel maggio 1409 (o secondo altre fonti nel 1414) a Perugia. Il padre Cola Bartolini era un importante notaio perugino.
Studiò diritto civile e diritto canonico nella sua città, sotto Angelo de' Perigli. Dopo avere ottenuto la laurea in utroque iure, nel 1443-1444 era tra i lettori di diritto canonico dell'università perugina, dove ebbe tra i suoi allievi Filippo Franchi e Francesco Bruni. Accanto alla sua carriera accademica crebbe anche quella pubblica. Fu coinvolto anche nella creazione e gestione del Monte dei poveri di Perugia (1462), progenitore dei Monti di Pietà.
Tra le sue opere più importanti il trattato De dotibus (1479) e Repetitio rubricae de verborum obligationibus (1497).
Morì nel 1490 a Perugia.

## Opere
- (LA) De dotibus, Perugia, Johann Wydenast, c.1479.
  - (LA) De dotibus et dotatis mulieribus et earum iuribus et privilegiis, Venezia, Paganino Paganini, 1496.
- Repetitio rubricae de verborum obligationibus, 1497.

### Manoscritti
- Consilium, XV secolo, Modena, Biblioteca Estense universitaria, Fondo Campori, Campori 43 = gamma.K.4.1,  ff. 316r-318v.